# Cephalopholis cruentata
Cephalopholis cruentata es una especie de pez del género Cephalopholis, familia Serranidae. Fue descrita científicamente por Lacepède en 1802.
Se distribuye por el Atlántico Centro-Occidental: Carolina del Norte hasta el sur de Florida (EE. UU.), Bermudas, Golfo de México, Bahamas y el Caribe; incluidas las Antillas. La longitud total (TL) es de 42,6 centímetros con un peso máximo de 1,1 kilogramos. Habita en arrecifes de coral y se alimenta principalmente de peces y camarones. Puede alcanzar los 170 metros de profundidad.
Está clasificada como una especie marina inofensiva para el ser humano.